# Kazimierz Duch
Kazimierz Duch (ur. 4 marca 1890 w Grębowie, zm. 23 listopada 1954 w Krakowie) – polski działacz niepodległościowy, doktor nauk prawnych, poseł, senator, podpułkownik dyplomowany piechoty Wojska Polskiego.

## Życiorys
Urodził się 4 marca 1890 w Grębowie, w rodzinie Grzegorza i Józefy z Małeckich. Był starszym bratem Bronisława (1891–1919) i Mieczysława (1894–1948).
Podczas I wojny światowej służył w 20 Galicyjskim pułku piechoty walcząc na froncie rosyjskim, gdzie dostał się do niewoli, a po ucieczce z niej, na froncie włoskim nad Piawą. Należał do konspiracyjnej organizacji „Wolność”. Na stopień porucznika został mianowany ze starszeństwem z 1 lutego 1918 w korpusie oficerów rezerwy piechoty. 
W Wojsku Polskim służył od listopada 1918 do października 1926 roku, m.in. podczas wojny na froncie ukraińskim w 1919 roku i w wojnie polsko-bolszewickiej 1920 roku, jako dowódca 6 kompanii, a potem II batalionu 1 pułku Strzelców Podhalańskich.
3 maja 1922 roku został zweryfikowany w stopniu kapitana ze starszeństwem z dniem 1 czerwca 1919 roku i 121. lokatą w korpusie oficerów piechoty. W latach 1921–1923 był słuchaczem Kursu Normalnego Wyższej Szkoły Wojennej w Warszawie. Z dniem 1 października 1923 roku, po ukończeniu kursu i otrzymaniu dyplomu naukowego oficera Sztabu Generalnego, przydzielony został do Biura Szefa Administracji Armii. 31 marca 1924 roku został mianowany majorem ze starszeństwem z dniem 1 lipca 1923 roku i 51. lokatą w korpusie oficerów piechoty. Z dniem 15 listopada 1924 roku został przeniesiony do 21 pułku piechoty „Dzieci Warszawy” na stanowisko dowódcy II batalionu.
Z dniem 31 stycznia 1927 roku został przeniesiony ze składu osobowego szefa Administracji Armii w stan nieczynny na okres sześciu miesięcy. Z dniem 31 lipca 1927 roku został mu przedłużony okres pozostawania w stanie nieczynnym o kolejnych sześć miesięcy z równoczesnym przeniesieniem do kadry oficerów piechoty. Okres pozostawania w stanie nieczynnym był jeszcze trzy razy przedłużany. Z dniem 31 marca 1929 roku został przeniesiony do rezerwy w stopniu majora ze starszeństwem z dniem 1 lipca 1923 roku i 1,51 lokatą w korpusie oficerów piechoty.
Od listopada 1926 roku do grudnia 1927 roku starosta sądecki, do października 1929 wicewojewoda krakowski, od 1930 roku posłem na Sejm RP. W latach 1931–1933 wiceprezydent miasta Krakowa w czasie kadencji Władysława Beliny-Prażmowskiego, później wiceminister opieki społecznej, od 1938 roku senator Senatu RP wybrany w województwie krakowskim. W 1939 roku został mianowany podpułkownikiem.
Członek zarządu Związku Miast Polskich w 1932 roku.
Podczas okupacji brał czynny udział w tajnym nauczaniu. Po zakończeniu II wojny światowej pracował na Politechnice Krakowskiej. Pochowany na cmentarzu Rakowickim w Krakowie (kwatera XXXVI-23-14).

## Ordery i odznaczenia
- Krzyż Niepodległości (6 czerwca 1931)[17]
- Krzyż Oficerski Orderu Odrodzenia Polski (27 listopada 1929)[18]
- Krzyż Walecznych[19]
- Krzyż Zasługi Wojskowej III klasy (Austro-Węgry, 1918)[20]
- Srebrny Medal Waleczności 1 klasy (Austro-Węgry, 1915)[21][20]
- Krzyż Wojskowy Karola (Austro-Węgry)[21]

Orderu Virtuti Militari, otrzymanego w 1920 zrzekł się na rzecz brata, ppor. Bronisława Ducha, który w 1919 roku zginął pod Magierowem.